# Олександр Волкановські
Олександр Волкановські (англ. Alexander Volkanovski, (29 вересня 1988 , Шеллгарборd )) — австралійський боєць змішаного стилю, представник напівлегкої вагової категорії. Виступає на професійному рівні починаючи з 2012 року, відомий по участі в турнірах бійцівської організації UFC. Чинний чемпіон UFC у напівлегкій вазі.

## Біографія
Олександр Волкановські народився 29 вересня 1988 року в поселенні Шеллхарбор, штату Новий Південний Уельс, Австралія. Батько має македонське коріння. Мати з Греції.
У дитинстві серйозно займався греко-римською боротьбою, потім досить довго грав у регбі. Змішаними єдиноборствами захопився у 2012 році.
Проходив підготовку в залі Freestyle Fighting Gym, де крім іншого освоїв техніку бразильського джиу-джитсу, отримавши в даній дисципліні коричневий пояс.

### Початок професійної кар'єри
Дебютував у ММА на професійному рівні в травні 2012 року, вигравши у свого суперника одноголосним рішенням суддів у трьох раундах. Бився в невеликих австралійських промоушенах, таких як Roshambo MMA, Australian Fighting Championship, Pacific Xtreme Combat, Wollongong Wars та ін. У деяких з них зумів завоювати титули чемпіона. Спочатку виступав у напівсередній ваговій категорії, але потім спустився в легку і пізніше в напівлегку.

### Ultimate Fighting Championship
Маючи в послужному списку 13 перемог і лише одну поразку, Волкановські привернув до себе увагу найбільшої бійцівської організації світу Ultimate Fighting Championship і в 2016 році підписав з нею довгостроковий контракт. Дебютував в октагоні UFC у листопаді, вигравши технічним нокаутом у Юсуке Касуя. Цей бій проходив в легкій вазі, але на скликаній прес-конференції боєць заявив, що до наступних боїв збирається перейти в напівлегку вагову категорію.
У 2017 році одноголосним суддівським рішенням переміг Мідзуто Хіроту і Шейна Янга.
У 2018 році додав в послужний список перемоги над такими відомими бійцями як Джеремі Кеннеді, Даррен Елкінс і Чед Мендес. В останньому випадку заробив бонус за кращий бій вечора.
У травні 2019 року Волкановські одноголосним рішенням виграв у колишнього чемпіона організації Жозе Алду, завдяки чому піднявся до першого рядка рейтингу напівлегкої ваги.

## Статистика в професійному ММА
| Професійна кар'єра бійця |            |           |
| Боїв 22                  | Перемог 21 | Поразок 1 |
| Нокаут                   | 11         | 1         |
| Здача                    | 3          | 0         |
| Рішення суддів           | 7          | 0         |

| Результат | Рекорд | Суперник             | Спосіб                    | Турнір                                         | Дата              | Раунд | Час   | Місце                    | Примітки                                                  |
| --------- | ------ | -------------------- | ------------------------- | ---------------------------------------------- | ----------------- | ----- | ----- | ------------------------ | --------------------------------------------------------- |
| Перемога  | 21-1   | Макс Голловей        | Одностайне рішення        | UFC 245                                        | 14 грудня 2019    | 5     | 5: 00 | Лас-Вегас, США           | Завоював титул чемпіона UFC у напівлегкій вазі.           |
| Перемога  | 20-1   | Жозе Алду            | Одностайне рішення        | UFC 237                                        | 11 травня 2019    | 3     | 5: 00 | Ріо-де-Жанейро, Бразилія |                                                           |
| Перемога  | 19-1   | Чед Мендес           | TKO (удари руками)        | UFC 232                                        | 29 грудня 2018    | 2     | 4: 14 | Інглвуд, США             | Бій вечора.                                               |
| Перемога  | 18-1   | Даррен Елкінса       | Одностайне рішення        | UFC Fight Night: dos Santos vs. Ivanov         | 14 липня 2018     | 3     | 5: 00 | Бойсе, США               |                                                           |
| Перемога  | 17-1   | Джеремі Кеннеді      | TKO (удари)               | UFC 221                                        | 11 лютого 2018    | 2     | 4: 57 | Перт, Австралія          |                                                           |
| Перемога  | 16-1   | Шейн Янг             | Одностайне рішення        | UFC Fight Night: Werdum vs. Tybura             | 19 листопада 2017 | 3     | 5: 00 | Сідней, Австралія        | Бій в проміжній вазі 68 кг.                               |
| Перемога  | 15-1   | Мідзута Хірота       | Одностайне рішення        | UFC Fight Night: Lewis vs. Hunt                | 11 червня 2017    | 3     | 5: 00 | Окленд, Нова Зеландія    | Повернувся в напівлегкій вага.                            |
| Перемога  | 14-1   | Юсуке Касуя          | TKO (удари руками)        | UFC Fight Night: Whittaker vs. Brunson         | 26 листопада 2016 | 2     | 2: 06 | Мельбурн, Австралія      |                                                           |
| Перемога  | 13-1   | Джей Бредні          | TKO (удари руками)        | Wollongong Wars 4                              | 8 липня 2016      | 1     | N / A | Вуллонгонг, Австралія    | Виграв титул чемпіона Wollongong Wars в легкій вазі.      |
| Перемога  | 12-1   | Джеймі Маллеркей     | KO (удар рукою)           | Australian Fighting Championship 15            | 19 травня 2016    | 1     | 3: 23 | Мельбурн, Австралія      | Захистив титул чемпіона AFC в напівлегкій вазі.           |
| Перемога  | 11-1   | Юсуке Яти            | Введення (трикутник)      | Pacific Xtreme Combat 50                       | 4 грудня 2015     | 4     | 3: 43 | Манджілао, Гуам          | Виграв титул чемпіона PXC в напівлегкій вазі.             |
| Перемога  | 10-1   | Джеймс Бішоп         | TKO (удари руками)        | Australian Fighting Championship 13            | 14 червня 2015    | 1     | 1: 39 | Мельбурн, Австралія      | Виграв титул чемпіона AFC в напівлегкій вазі.             |
| Перемога  | 9-1    | Девід Батт           | TKO (удари руками)        | Wollongong Wars 2                              | 1 листопада 2014  | 2     | 1: 52 | Терроул, Австралія       |                                                           |
| Перемога  | 8-1    | Кайл Рейес           | Одностайне рішення        | Pacific Xtreme Combat 45                       | 24 жовтня 2014    | 3     | 5: 00 | Манджілао, Гуам          | Бій в напівлегкій вазі.                                   |
| Перемога  | 7-1    | Джей Бредні          | Введення (удушення ззаду) | Roshambo MMA 3 - In the Cage                   | 26 липня 2014     | 1     | 4: 58 | Чандлер, Австралія       | Захистив титул чемпіона Roshambo MMA в легкій вазі.       |
| Перемога  | 6-1    | Родолфо Маркес Динис | KO (удар рукою)           | Australian Fighting Championship 9             | 17 травня 2014    | 1     | 3:41  | Олбері, Австралія        | Дебют в напівлегкій вазі.                                 |
| Перемога  | 5-1    | Грег Атзорі          | Введення (гільйотина)     | Roshambo MMA 2 - In the Cage                   | 1 лютого 2014     | 1     | N / A | Брисбен, Австралія       | Виграв титул чемпіона Roshambo MMA в легкій вазі.         |
| Перемога  | 4-1    | Люк Катубіг          | TKO (удари руками)        | Australian Fighting Championship 7             | 14 грудня 2013    | 3     | 4:39  | Мельбурн, Австралія      |                                                           |
| Поразка   | 3-1    | Корі Нельсон         | TKO (удари)               | Australian Fighting Championship 5             | 10 травня 2013    | 3     | 0:13  | Мельбурн, Австралія      | Чвертьфінал турніру AFC в напівсередній вазі.             |
| Перемога  | 3-0    | Антон Зафіра         | TKO (удари руками)        | Roshambo MMA 1 - In the Cage                   | 17 квітня 2013    | 4     | 2:19  | Брисбен, Австралія       | Виграв титул чемпіона Roshambo MMA в напівсередній вазі.  |
| Перемога  | 2-0    | Реган Вілсон         | TKO (зупинений лікарем)   | Southern Fight Promotions - Cage Conquest 2    | 23 лютого 2013    | 1     | 2:49  | Нора, Австралія          | Виграв титул чемпіона Cage Conquest в напівсередній вазі. |
| Перемога  | 1-0    | Герхард Фойгт        | Одностайне рішення        | Revolution Promotions - Revolution at the Roxy | 19 травня 2012    | 3     | 5:00  | Сідней, Австралія        |                                                           |